# Cyclaspis reticulata
Cyclaspis reticulata är en kräftdjursart som beskrevs av Daniel Roccatagliata 1985. Cyclaspis reticulata ingår i släktet Cyclaspis och familjen Bodotriidae. Inga underarter finns listade i Catalogue of Life.